# Colt New Model Revolving rifle
I fucili Colt New Model Revolving furono fra i primi esempi di fucile a ripetizione, prodotti dalla Colt's Manufacturing Company tra il 1855 e il 1864. Il progetto era essenzialmente simile a quello di una rivoltella, con un tamburo girevole che alloggiava cinque o sei cartucce in calibri che variavano da .36 a .64 pollici. Erano basati principalmente sulla Colt Model 1855 Sidehammer Pocket Revolver sviluppata da Elisha K. Root. All'epoca c'era interesse per pistole e fucili a rotazione per la loro alta cadenza di tiro. Videro un limitato uso presso il Pony Express, e fecero una breve comparsa nella Guerra Civile. Ad ogni modo, questi fucili non erano in genere apprezzati dai soldati, e alla fine se ne interruppe la produzione a causa di seri difetti progettuali.

## Storia
I fucili a rotazione erano un tentativo di aumentare la cadenza di tiro dei fucili combinandoli con il meccanismo rotante di sparo che era stato sviluppato in precedenza per le rivoltelle. Colt iniziò a fare esperimenti con i fucili a rotazione nei primi anni del XIX secolo, costruendone in una quantità di calibri e lunghezze di canne.

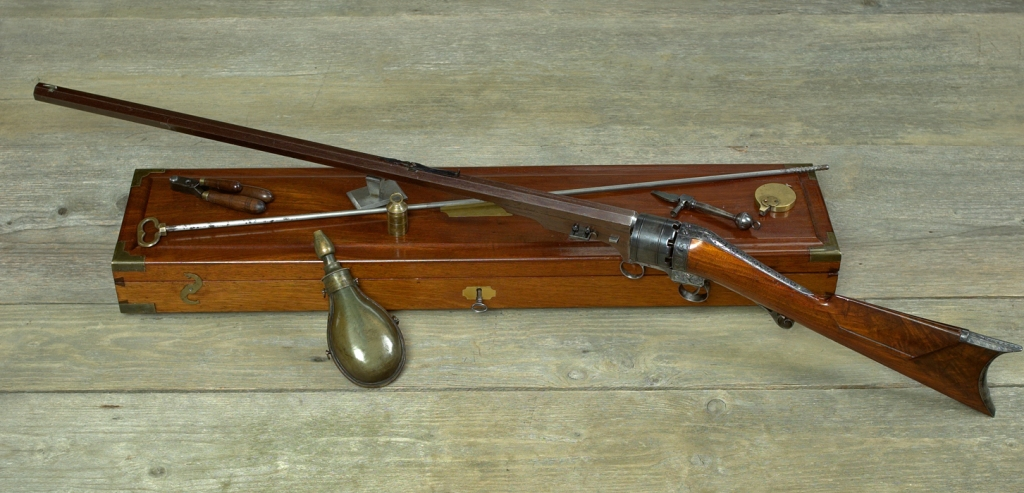
Fucile Colt Paterson 1838 a leva-anello.

I fucili Colt a rotazione furono i primi con tale meccanismo adottati dal governo USA, ma avevano dei problemi. Erano stati assegnati ai soldati ufficialmente per la loro cadenza di fuoco. Ma dopo aver sparato sei colpi, il tiratore perdeva troppo tempo per ricaricare. Talora i questi fucili sparavano tutte le cartucce simultaneamente, rischiando di ferire il tiratore. Malgrado questo, un modello iniziale fu usato nelle Guerre seminole nel 1838.

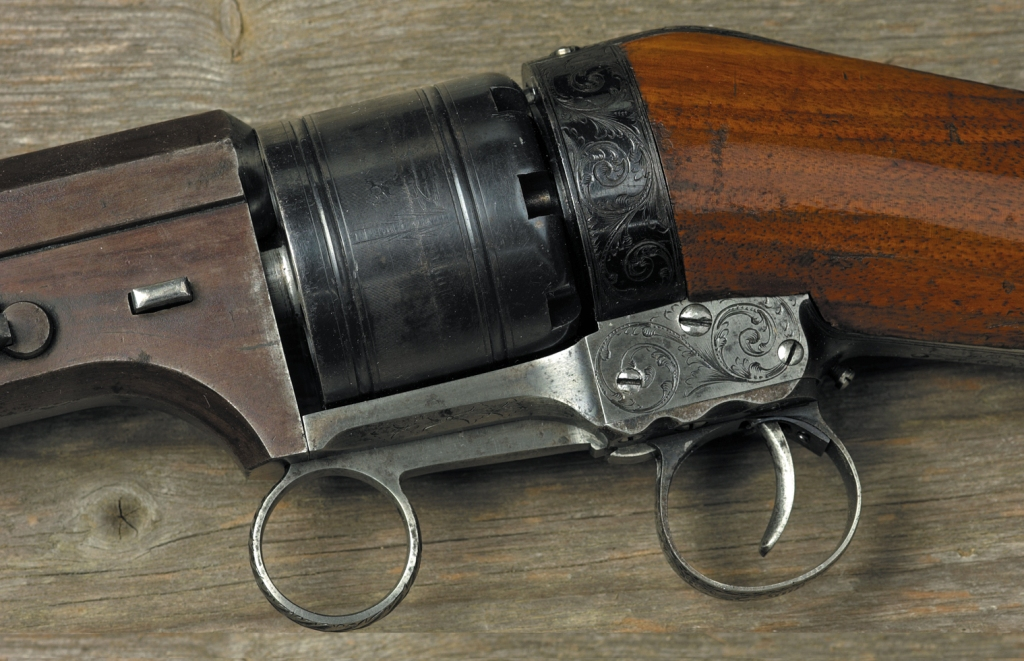
Particolare della leva-anello del Paterson.

Nel marzo 1836 la Colt costituì la Patent Arms Company e iniziò l'attività in un'inconsueta filanda tra le rive del fiume Passaic a Paterson (New Jersey). Il suo primo prodotto fu un fucile a rotazione comandata da una leva-anello, disponibile nei calibri .34, .36, .38, .40, e .44, in cui un anello collocato davanti al grilletto serviva ad armare il cane e a far avanzare il tamburo ad ogni sparo. Questo primo modello fu subito seguito da una rivoltella. Questi revolver "Paterson" a cinque colpi avevano grilletti pieghevoli, ed erano disponibili con e senza leve di caricamento nei calibri .28, .31, e .36.
La Patent Arms produceva carabine a rotazione a canna liscia ed altri fucili a canna liscia più tradizionali. Lo scoppio della guerra tra il governo USA e i seminole diede alla Colt la sua prima occasione. I guerrieri seminole avevano scoperto che i soldati erano vulnerabili finché ricaricavano le loro armi a colpo singolo, e svilupparono la tattica di attirare il fuoco, poi assalire i soldati momentaneamente indifesi spazzandoli via prima che potessero sparare una seconda salva. I fucili a rotazione Colt rappresentavano una soluzione piuttosto buona a quel problema, e l'esercito acquistò i suoi prodotti per dotarne le truppe nella campagna della Florida.

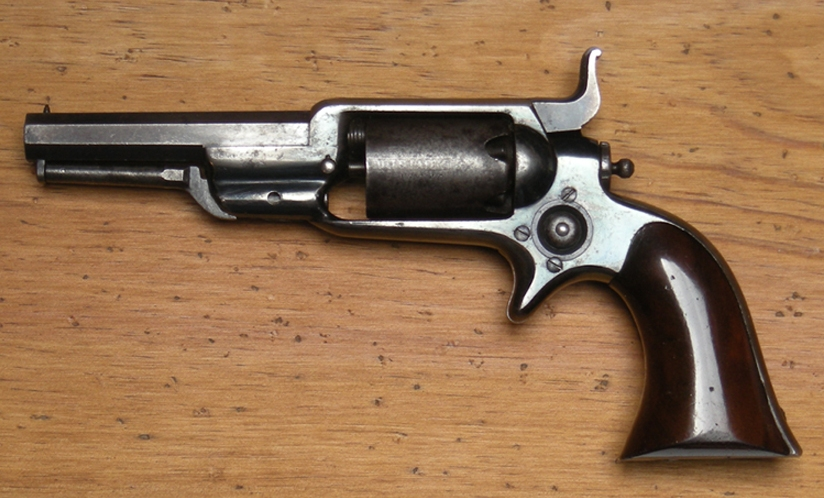
Rivoltella Colt Root 1855, secondo modello, cal .28.

Nel 1855, con il suo brevetto Model 1855, la Colt introdusse una rivoltella con il grilletto "a sperone" (cioè senza ponticello) che presentava un tamburo completamente segregato. Queste pistole erano chiamate ufficialmente rivoltelle Sidehammer ("cane laterale"), ma erano note pure come "Root" in omaggio a Elisha K. Root, che all'epoca lavorava alla Colt come direttore di fabbrica e capotecnico.
Prendendo le mosse dal progetto della Sidehammer, Colt produsse fucili e carabine Sidehammer Model 1855 per le forze armate e per uso sportivo, oltre ad un fucile a canna liscia a rotazione. Mentre le sue condizioni di salute peggioravano, Colt ampliò la fabbrica alla vigilia della Guerra Civile, e iniziò la produzione di una nuova e leggera rivoltella calibro .44 per l'esercito, seguita l'anno dopo da una versione da marina in calibro .36.
Questo fu prodotto sia nella versione fucile, sia in quella carabina (più corta). Nel 1855 divenne il primo fucile a ripetizione adottato per l'impiego delle forze armate USA, ma problemi progettuali ne impedirono l'uso fino al 1857. Il difetto principale era che la polvere nera a volte fuoriusciva dalle cartucce di carta in condizioni operative, insinuandosi in vari recessi attorno al tamburo. Il gas incandescente che al momento dello sparo trafilava nell'interstizio tra il tamburo e la canna poteva, a sua volta, innescare la polvere nelle camere in attesa di successivo azionamento. Questo si chiama "fuoco a catena" ed era un inconveniente relativamente frequente nelle prime armi a rotazione. Quando succedeva nel Colt Revolving Rifle, veniva proiettato uno spruzzo di frammenti metallici verso il braccio e la mano sinistri del tiratore.

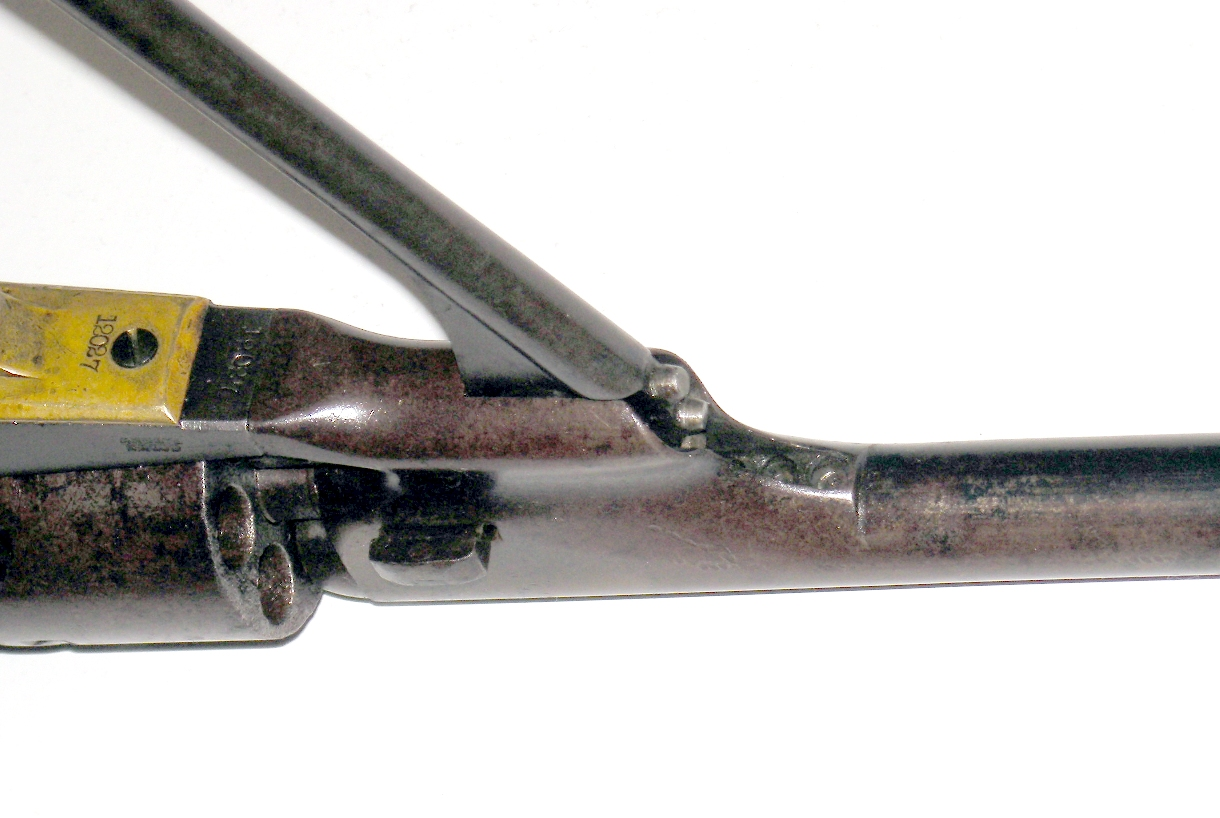
Leva di caricamento aperta su una Colt M1861 Navy.

Ciò generava diffidenza verso l'arma. I comandanti tentavano di aggirare il problema in numerosi modi. Il fucile doveva essere perfettamente pulito, dato che una pulizia approssimativa avrebbe lasciato residui che potevano aumentare il rischio del fuoco a catena. Alcuni comandanti ordinavano ai loro uomini di sparare con l'arma reggendola solo davanti al ponticello o tenendola dalla leva di caricamento abbassata, in modo da mantenere la mano sinistra fuori dal tragitto pericoloso in caso di fuoco a catena. Altri comandanti ordinavano ai loro uomini di caricare una sola camera del tamburo, escludendo in radice la possibilità del fuoco a catena. Ma caricare una sola cartuccia alla volta degradava l'arma ad un fucile a colpo singolo, e vanificava completamente il senso di averne uno a ripetizione.
Tra gli anni 1850 e i 1860 in Belgio venivano fabbricati fucili a rotazione Brevete Colt Dragoon su licenza Colt.

## Progetto e caratteristiche

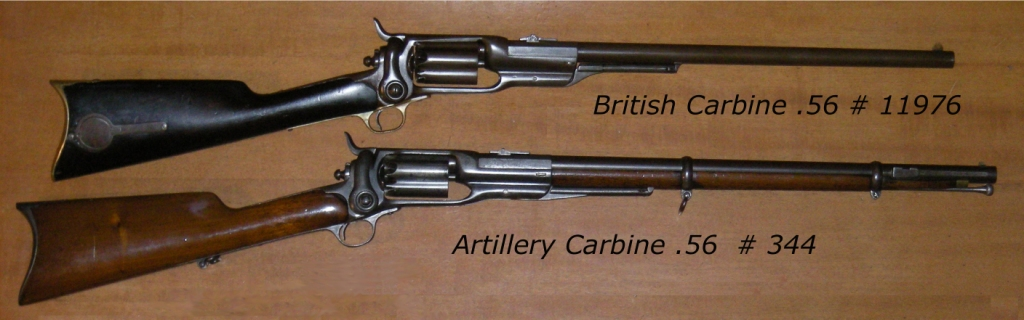
Carabine Colt Root, calibro .56.

La meccanica del fucile a rotazione Colt era essenzialmente simile alle pistole del tipo rivoltella, con un tamburo che alloggiava cinque o sei cartucce in diversi calibri tra il .36 e il .64 pollici.
Il Model 1855, il fucile a rotazione maggiormente prodotto, era disponibile nel calibri .36, .44 e .56. Si poteva avere in quattro lunghezze di canna: 15, 18, 21 e 24 pollici. Il tamburo teneva sei colpi nei calibri .36 e .44, mentre era limitato a cinque nel .44.
Un fucile a rotazione usava capsule a percussione, come facevano le rivoltelle coeve. La “cartuccia” (costituita di polvere e una palla di piombo, da infilare l’una dopo l’altra) era caricata dalla parte anteriore della "camera" (una dei canali cilindrici ricavati dal tamburo) e poi compressa con un'asta collocata sotto la canna (vedi foto nella sezione precedente). Dopo aver caricato le camere del tamburo, venivano inserite le capsule a percussione dentro agli appositi ugelli siti nella parte posteriore del tamburo. In quel momento l'arma era pronta a sparare. Oltre al problema già descritto del fuoco a catena, lo schema a tamburo tendeva anche a proiettare schegge di piombo contro il polso e la mano del tiratore. Le rivoltelle non erano esposte a questo fenomeno dato che in genere l'utilizzatore teneva entrambe le mani dietro al tamburo mentre sparava con quelle armi.
Alcuni modelli potevano essere corredati di baionette a sciabola o a ghiera. La tacca di mira anteriore avrebbe funto da nasello per l'uso con baionetta a ghiera, mentre i fucili adattati alle sciabole-baionetta avevano opportuni naselli di fissaggio sul lato destro.

## Uso
Gli otto uomini che vigilavano il Pony Express nella pericolosa tratta Independence (Missouri)—Santa Fe (Nuovo Messico) usavano sia revolver Colt sia fucili a rotazione della stessa ditta. Quando vennero espressi dubbi sul fatto che questi otto uomini potessero garantire la consegna della corrispondenza su questo percorso, il governo del Missouri dichiarò che "questi otto uomini sono pronti in caso di attacco a tirare 136 colpi senza dover ricaricare. Non abbiamo alcun timore sulla sicurezza della posta." Tutte le consegne di posta su questo tracciato furono completate in sicurezza.
Il governo USA aveva comprato 765 tra carabine e fucili Colt a rotazione prima della Guerra Civile. Molti di essi furono consegnati in località meridionali e finirono per essere usati dalla Confederazione (i cosiddetti sudisti). Dopo l'inizio della guerra, l'Unione (cosiddetti nordisti) comprò molti più fucili e carabine. Le fonti discordano, ma furono circa 4 400—4 800 i pezzi acquistati nell'arco di tutto il conflitto.
L'arma diede ottima prova in combattimento, imbracciata dalle forze unioniste del 21st Ohio Infantry in località The Slaughter Pen, coprendo la ritirata della Jon Millers Brigade alla battaglia di Stones River, e in località Snodgrass Hill (Georgia) durante la battaglia di Chickamauga, nel corso della Guerra di secessione americana. Quest'arma si dimostrò in grado di produrre un tale volume di fuoco utile che le forze confederate si convinsero che stavano attaccano un'intera divisione, e non un singolo reggimento, ma, ad un certo punto, gli uomini dell'Ohio esaurirono le munizioni, e si arresero. Malgrado il collaudo complessivamente brillante, i difetti del fucile ne decreteranno la condanna. Una commissione di ufficiali esaminò le prove e decise di abbandonarne l'uso. I fucili furono svenduti per 42 cent al pezzo, cifra irrisoria rispetto ai 44 dollari spesi all'acquisto di ciascun'arma.
Molti fucili a rotazione furono acquistati per le milizie di vari Stati, e molte compagnie di militia, entrate nella Guerra Civile con essi, non li usarono mai realmente in situazioni di combattimento. La Colt Company produsse una quantità di misure per cercare di adattare i fucili alle varie specialità delle forze armate. Ma i soldati — di ogni branca — che li utilizzarono nella Guerra Civile ne furono assai contrariati per via della vampa e della forte detonazione percepite così vicino al volto, e per il pericolosamente vigoroso rinculo che si manifestava quando diverse camere del tamburo sparavano assieme ("fuoco a catena", vedi sopra).